# Cristhian Machado
Cristhian Machado Pinto (20 de junho de 1990) é um futebolista profissional boliviano que atua como meia, atualmente defende o Club Jorge Wilstermann.

## Carreira
Cristhian Machado fez parte do elenco da Seleção Boliviana de Futebol da Copa América de 2016.